# Championnat du monde de rink hockey 2017
Navigation
Championnat du monde masculin A 2015 Championnat du monde 2019
La 43e édition du championnat du monde, désormais appelé World Cup, est intégrée à la première édition des World Roller Games et se déroule simultanément avec les autres championnats du monde de rink hockey. 
Pour la première fois, le championnat du monde est divisé en 3 divisions: la World Cup, qui regroupe les huit meilleures équipes, la FIRS Cup, qui regroupe les huit équipes suivantes, et la Confederation Cup, qui regroupe les 7 équipes restantes. 

## Organisation
La méthode de désignation de la ville hôte est différente des éditions antérieures. La désignation de la ville se faisait par le comité international de rink hockey, un organe spécifique au rink hockey. Désormais la réunion de l'ensemble des disciplines fait que le choix se fait par une instance supérieure, la fédération internationale de roller sports.
Bien que la première édition soit initialement attribuée en 2015 à la ville de Barcelone en Espagne, celle-ci renonce officiellement à l'organisation des compétitions en janvier 2016, car à la suite d'un changement de municipalité, la ville n'a pas pu apporter les garanties suffisantes pour organiser correctement la compétition. La ville de Nankin, devant initialement organiser l'édition 2019, se voit alors attribuer l'évènement notamment en raison de son expérience dans l'organisation des grandes compétitions internationales et pour son attrait pour les disciplines du roller.

## Format

### Déroulement
La compétition se déroule en deux parties. 
Lors de la première, deux groupes de quatre équipes sont constitués, dans le championnat World Cup et FIRS Cup. Chaque équipe se rencontre une fois. Les équipes terminant première, deuxième et troisième de leur groupe de World Cup sont qualifiés pour les quarts de finale. L'équipe terminant dernière de son groupe est reléguée en FIRS Cup, la division inférieure. Les deux équipes ayant terminé à la première place de leur groupe en FIRS Cup sont qualifiées pour la phase finale de la World Cup. Les équipes terminant deuxième, troisième et quatrième de leur groupe de FIRS Cup sont qualifiées pour les quarts de finale, au côté des dernières de groupe de World Cup. Ce principe de montée-descente d'équipes en plein cours de championnat implique que les deux championnats doivent se tenir simultanément et dans un même lieu. Il s'agit d'une nouveauté, appliquée pour la première fois au rink hockey mais qui existe auparavant pour le roller en ligne. Lors de la seconde parties, toutes les équipes de World Cup et FIRS Cup participent à la phase finale. Il s'agit de rencontre à élimination directe. 
Le Challenger Cup, le championnat de 3e division, se déroule de manière indépendante, sans phase finale ni montée/relégation: toutes les équipes jouent une fois l'une contre l'autre, l'équipe avec le plus de point remporte le championnat.

## World Cup

### Acteurs du championnat

#### Équipes qualifiées
Huit équipes de trois continents participent à la compétition. Les pays qualifiés sont les huit premiers du championnat du monde A 2015. L'Europe est le continent le plus représenté avec cinq sélections, devant l'Amérique du Sud (deux sélections) et l'Afrique (une sélection).
| Europe                                                                                        | Amérique du Sud                              | Afrique                         |
| --------------------------------------------------------------------------------------------- | -------------------------------------------- | ------------------------------- |
| - Allemagne : 36e phase finale - Espagne : 41e - France : 33e - Italie : 43e - Portugal : 43e | - Argentine : 30e phase finale - Chili : 23e | - Mozambique : 12e phase finale |

Un tirage au sort est effectué afin de constituer les groupes. Le tirage a lieu le 5 juillet 2017 au siège de la Fédération royale espagnole de patinage situé à Barcelone. Ce tirage est très clément pour les équipes espagnoles masculines et féminines qui ne rencontrent ni l'Argentine, ni l'Italie, ni le Portugal lors de la première phase du championnat. L'Argentine, quant à elle, trouve ce hasard « injuste », en effet les trois équipes la représentant sont dans les poules au niveau les plus élevés. L'entraineur argentin estime qu'en tant que champion du monde en titre, ils auraient dû bénéficier d'une entrée en jeu plus facile comme cela était auparavant le cas avec l'ancien format du championnat A. Avec le nouveau format, l'ensemble des adversaires du groupe du champion du monde figure parmi les huit meilleures équipes alors qu'auparavant la meilleure équipe qu'affrontait le champion du monde n'était classée que huitième. L'entraineur argentin souhaite que le système de détermination des groupes évolue.
| Groupe A      | Groupe B       |
| ------------- | -------------- |
| Argentine (1) | Espagne (2)    |
| Portugal (3)  | Allemagne (4)  |
| Italie (5)    | Mozambique (7) |
| France (6)    | Chili (8)      |

#### Délégation
Délégation des sélections participantes.
Dario Giuliani est le directeur technique argentin et Daniel Cocinero son assistant. 
Le 18 juillet 2017 la fédération espagnole annonce la composition de son équipe qui est sous les ordres d'Alejandro Domínguez. L'équipe prend part à des séances d'entrainement à Sant Cugat à partir du 17 juillet 2017. 
L'équipe encadrante des sélections portugaises comprend un médecin, une infirmière et un mécanicien. 
L'équipe masculine, tout comme l'équipe féminine et junior, a pris part à une série de stage. 
La sélection française, qui est entrainée par Fabien Savreux, est publiée le 1er juillet 2017. 
La sélection mozambicaine est elle entraînée par le portugais Pedro Tivane. 
La sélection chilienne est marquée par la présence de quatre débutants ainsi que par le retour de Jorge Salgado pour sa septième participation à un mondial après deux éditions d'absence. 

### Résultats

#### Phases de qualification

##### Groupe A
| Rang | Équipe    | Pts | J | G | N | P | Bp | Bc | Diff |  | Résultats |     |     |     |     |
| ---- | --------- | --- | - | - | - | - | -- | -- | ---- |  | --------- | --- | --- | --- | --- |
| 1    | Argentine | 9   | 3 | 3 | 0 | 0 | 16 | 5  | +11  |  | Argentine |     |     | 6-1 | 5-2 |
| 2    | Italie    | 6   | 3 | 2 | 0 | 1 | 11 | 10 | +1   |  | Italie    |     | 4-2 |     |     |
| 3    | Portugal  | 3   | 3 | 1 | 0 | 2 | 10 | 14 | -4   |  | Portugal  | 2-5 |     |     | 6-5 |
| 4    | France    | 0   | 3 | 0 | 0 | 3 | 9  | 17 | -8   |  | France    |     |     | 2-6 |     |

##### Groupe B
| Rang | Équipe     | Pts | J | G | N | P | Bp | Bc | Diff |  | Résultats  |     |     |     |     |
| ---- | ---------- | --- | - | - | - | - | -- | -- | ---- |  | ---------- | --- | --- | --- | --- |
| 1    | Espagne    | 9   | 3 | 3 | 0 | 0 | 15 | 7  | +8   |  | Espagne    |     |     | 4-3 | 3-2 |
| 2    | Mozambique | 6   | 6 | 2 | 0 | 1 | 14 | 9  | +5   |  | Mozambique |     | 7-3 |     |     |
| 3    | Chili      | 3   | 3 | 1 | 0 | 3 | 13 | 12 | +1   |  | Chili      |     | 7-3 |     | 3-5 |
| 4    | Allemagne  | 0   | 3 | 0 | 0 | 3 | 8  | 22 | -14  |  | Allemagne  | 2-8 |     |     |     |

#### Phase finale
|  | Quarts de finale           | Quarts de finale           | Quarts de finale           | Quarts de finale           |          |          | Demi-finales               | Demi-finales               | Demi-finales                  | Demi-finales                  |                               |                               | Finale                     | Finale                     | Finale                     | Finale                     |
|  |                            |                            |                            |                            |          |          |                            |                            |                               |                               |                               |                               |                            |                            |                            |                            |
|  | 7 septembre 2017 à 14 h 30 | 7 septembre 2017 à 14 h 30 | 7 septembre 2017 à 14 h 30 | 7 septembre 2017 à 14 h 30 |          |          | 8 septembre 2017 à 16 h 30 | 8 septembre 2017 à 16 h 30 | 8 septembre 2017 à 16 h 30    | 8 septembre 2017 à 16 h 30    |                               |                               | 9 septembre 2017 à 18 h 30 | 9 septembre 2017 à 18 h 30 | 9 septembre 2017 à 18 h 30 | 9 septembre 2017 à 18 h 30 |
|  | 7 septembre 2017 à 14 h 30 | 7 septembre 2017 à 14 h 30 | 7 septembre 2017 à 14 h 30 | 7 septembre 2017 à 14 h 30 |          |          | 8 septembre 2017 à 16 h 30 | 8 septembre 2017 à 16 h 30 | 8 septembre 2017 à 16 h 30    | 8 septembre 2017 à 16 h 30    |                               |                               | 9 septembre 2017 à 18 h 30 | 9 septembre 2017 à 18 h 30 | 9 septembre 2017 à 18 h 30 | 9 septembre 2017 à 18 h 30 |
|  | Mozambique                 | Mozambique                 | 2                          | 2                          |          |          | 8 septembre 2017 à 16 h 30 | 8 septembre 2017 à 16 h 30 | 8 septembre 2017 à 16 h 30    | 8 septembre 2017 à 16 h 30    |                               |                               | 9 septembre 2017 à 18 h 30 | 9 septembre 2017 à 18 h 30 | 9 septembre 2017 à 18 h 30 | 9 septembre 2017 à 18 h 30 |
|  | Mozambique                 | Mozambique                 | 2                          | 2                          |          |          | 8 septembre 2017 à 16 h 30 | 8 septembre 2017 à 16 h 30 | 8 septembre 2017 à 16 h 30    | 8 septembre 2017 à 16 h 30    |                               |                               | 9 septembre 2017 à 18 h 30 | 9 septembre 2017 à 18 h 30 | 9 septembre 2017 à 18 h 30 | 9 septembre 2017 à 18 h 30 |
|  | Portugal                   | Portugal                   | 6                          | 6                          |          |          | 8 septembre 2017 à 16 h 30 | 8 septembre 2017 à 16 h 30 | 8 septembre 2017 à 16 h 30    | 8 septembre 2017 à 16 h 30    |                               |                               | 9 septembre 2017 à 18 h 30 | 9 septembre 2017 à 18 h 30 | 9 septembre 2017 à 18 h 30 | 9 septembre 2017 à 18 h 30 |
|  | Portugal                   | Portugal                   | 6                          | 6                          | Portugal | Portugal | 5                          | 5                          |                               |                               |                               |                               | 9 septembre 2017 à 18 h 30 | 9 septembre 2017 à 18 h 30 | 9 septembre 2017 à 18 h 30 | 9 septembre 2017 à 18 h 30 |
|  | 7 septembre 2017 à 18 h 30 |                            |                            |                            | Portugal | Portugal | 5                          | 5                          |                               |                               |                               |                               | 9 septembre 2017 à 18 h 30 | 9 septembre 2017 à 18 h 30 | 9 septembre 2017 à 18 h 30 | 9 septembre 2017 à 18 h 30 |
|  |                            |                            | Argentine                  | Argentine                  | 0        | 0        |                            |                            |                               |                               |                               |                               | 9 septembre 2017 à 18 h 30 | 9 septembre 2017 à 18 h 30 | 9 septembre 2017 à 18 h 30 | 9 septembre 2017 à 18 h 30 |
|  | Angola                     | Angola                     | Argentine                  | Argentine                  | 0        | 0        | 3                          | 3                          |                               |                               |                               |                               | 9 septembre 2017 à 18 h 30 | 9 septembre 2017 à 18 h 30 | 9 septembre 2017 à 18 h 30 | 9 septembre 2017 à 18 h 30 |
|  | Angola                     | Angola                     | 8 septembre 2017 à 18 h 30 |                            |          |          | 3                          | 3                          |                               |                               |                               |                               | 9 septembre 2017 à 18 h 30 | 9 septembre 2017 à 18 h 30 | 9 septembre 2017 à 18 h 30 | 9 septembre 2017 à 18 h 30 |
|  | Argentine                  | Argentine                  | 4                          | 4                          |          |          |                            |                            |                               |                               |                               |                               | 9 septembre 2017 à 18 h 30 | 9 septembre 2017 à 18 h 30 | 9 septembre 2017 à 18 h 30 | 9 septembre 2017 à 18 h 30 |
|  | Argentine                  | Argentine                  | 4                          | 4                          | Portugal | Portugal | 3 (1)                      | 3 (1)                      |                               |                               |                               |                               |                            |                            |                            |                            |
|  | 7 septembre 2017 à 12 h 30 |                            |                            |                            | Portugal | Portugal | 3 (1)                      | 3 (1)                      |                               |                               |                               |                               |                            |                            |                            |                            |
|  |                            |                            | Espagne (p)                | Espagne (p)                | 3 (2)    | 3 (2)    |                            |                            |                               |                               |                               |                               |                            |                            |                            |                            |
|  | Espagne                    | Espagne                    | Espagne (p)                | Espagne (p)                | 3 (2)    | 3 (2)    | 5                          | 5                          |                               |                               |                               |                               |                            |                            |                            |                            |
|  | Espagne                    | Espagne                    |                            |                            |          |          |                            |                            |                               |                               |                               |                               |                            |                            |                            |                            |
|  | Colombie                   | Colombie                   | 1                          | 1                          |          |          |                            |                            |                               |                               |                               |                               |                            |                            |                            |                            |
|  | Colombie                   | Colombie                   | 1                          | 1                          | Espagne  | Espagne  | 4                          | 4                          | Match pour la troisième place | Match pour la troisième place | Match pour la troisième place | Match pour la troisième place |                            |                            |                            |                            |
|  | 7 septembre 2017 à 16 h 30 |                            |                            |                            | Espagne  | Espagne  | 4                          | 4                          | Match pour la troisième place | Match pour la troisième place | Match pour la troisième place | Match pour la troisième place |                            |                            |                            |                            |
|  |                            |                            | Italie                     | Italie                     | 0        | 0        |                            |                            | 9 septembre 2017              | 9 septembre 2017              | 9 septembre 2017              | 9 septembre 2017              |                            |                            |                            |                            |
|  | Chili                      | Chili                      | Italie                     | Italie                     | 0        | 0        | 3 (0)                      | 3 (0)                      | 9 septembre 2017              | 9 septembre 2017              | 9 septembre 2017              | 9 septembre 2017              |                            |                            |                            |                            |
|  | Chili                      | Chili                      |                            |                            |          |          |                            | 3 (0)                      |                               |                               | Argentine                     | Argentine                     | 4                          | 4                          |                            |                            |
|  | Italie (p)                 | Italie (p)                 | 3 (3)                      | 3 (3)                      |          |          |                            |                            |                               |                               | Argentine                     | Argentine                     | 4                          | 4                          |                            |                            |
|  | Italie (p)                 | Italie (p)                 | 3 (3)                      | 3 (3)                      | Italie   | Italie   | 2                          | 2                          |                               |                               |                               |                               |                            |                            |                            |                            |
|  |                            |                            |                            |                            |          |          |                            |                            |                               |                               |                               |                               |                            |                            |                            |                            |

#### Matchs de classement
|  | Places 5 à 8 | Places 5 à 8 |                |   | Cinquième place | Cinquième place |
|  | Places 5 à 8 | Places 5 à 8 |                |   | Cinquième place | Cinquième place |
|  |              |              |                |   |                 |                 |
|  | 8/09/2017    | 8/09/2017    |                |   | 9/09/2017       | 9/09/2017       |
|  | 8/09/2017    | 8/09/2017    |                |   | 9/09/2017       | 9/09/2017       |
|  | Mozambique   | 3            |                |   | 9/09/2017       | 9/09/2017       |
|  | Mozambique   | 3            |                |   | 9/09/2017       | 9/09/2017       |
|  | Angola       | 6            |                |   | 9/09/2017       | 9/09/2017       |
|  | Angola       | 6            | Angola         | 5 |                 |                 |
|  | 8/00/2017    |              | Angola         | 5 |                 |                 |
|  |              | Colombie     | 1              |   |                 |                 |
|  | Colombie     | Colombie     | 1              | 3 |                 |                 |
|  | Colombie     |              |                | 3 |                 |                 |
|  | Chili        | 2            |                |   |                 |                 |
|  | Chili        | 2            | Septième place |   |                 |                 |
|  |              |              |                |   |                 |                 |
|  | 9/09/2017    |              |                |   |                 |                 |
|  |              |              |                |   |                 |                 |
|  | Mozambique   | 7            |                |   |                 |                 |
|  | Mozambique   | 7            |                |   |                 |                 |
|  | Chili        | 9            |                |   |                 |                 |
|  | Chili        | 9            |                |   |                 |                 |

## FIRS Cup

### Acteurs du championnat

#### Équipes qualifiées
Huit équipes de quatre continents participent à la compétition. Les pays qualifiés sont les pays classés de la neuvième à la treizième place du championnat du monde A 2015 et les trois premières équipes du dernier mondial B. L'Amérique est le continent le plus représenté avec trois sélections, devant l'Afrique et l'Europe (deux sélections) et l'Asie (une sélection).
| Amérique                         | Afrique                   | Europe                | Asie    |
| -------------------------------- | ------------------------- | --------------------- | ------- |
| - Brésil - Colombie - États-Unis | - Angola - Afrique du Sud | - Autriche - Pays-Bas | - Macao |

Un tirage au sort est effectué afin de constituer les groupes de participants. Le tirage a lieu le 5 juillet 2017 au siège de la Fédération royale espagnole de patinage situé à Barcelone. 
| Groupe A                       | Groupe B                  |
| ------------------------------ | ------------------------- |
| Autriche (12e A de 2016)       | Brésil (11e A de 2016)    |
| Colombie (13e A de 2016)       | Pays-Bas (14e A de 2016)  |
| Afrique du Sud (16e A de 2016) | Angola (15e A de 2016)    |
| Macao (4e B de 2015)           | États-Unis (6e B de 2015) |

#### Délégation
Délégation des sélections participantes.

### Résultats

#### Première phase

##### Groupe A
| Rang | Équipe         | Pts | J | G | N | P | Bp | Bc | Diff |  | Résultats      |  |   |   |   |
| ---- | -------------- | --- | - | - | - | - | -- | -- | ---- |  | -------------- |  | - | - | - |
| 1    | Colombie       |     |   |   |   |   |    |    |      |  | Colombie       |  | - | - | - |
| 2    | Macao          |     |   |   |   |   |    |    |      |  | Macao          |  |   | - | - |
| 3    | Autriche       |     |   |   |   |   |    |    |      |  | Autriche       |  |   |   | - |
| 4    | Afrique du Sud |     |   |   |   |   |    |    |      |  | Afrique du Sud |  |   |   |   |

#### Groupe B
| Rang | Équipe     | Pts | J | G | N | P | Bp | Bc | Diff |  | Résultats  |  |   |   |   |
| ---- | ---------- | --- | - | - | - | - | -- | -- | ---- |  | ---------- |  | - | - | - |
| 1    | États-Unis |     |   |   |   |   |    |    |      |  | États-Unis |  | - | - | - |
| 2    | Brésil     |     |   |   |   |   |    |    |      |  | Brésil     |  |   | - | - |
| 3    | Angola     |     |   |   |   |   |    |    |      |  | Angola     |  |   |   | - |
| 4    | Pays-Bas   |     |   |   |   |   |    |    |      |  | Pays-Bas   |  |   |   |   |

## Confederations Cup

### Participants
Initialement, sept équipes devaient participer à la compétition, qui devait compter une phase de groupe puis une phase finale. Cependant, après le retrait de l'Égypte, qui participe à la FIRS Cup, seul six équipes participent, le tournoi en deux phases et transformé en championnat unique, dans lequel toutes les équipes se rencontrent une fois. 
Sept équipes de deux continents participent à la compétition. Tous les pays non sélectionnés pour la World Cup et la FIRS Cup peuvent participer. L'Asie est le continent le plus représenté avec quatre sélections, devant l'Océanie (deux sélections).
| Asie                                     | Océanie                        |
| ---------------------------------------- | ------------------------------ |
| - Taïpei chinois - Inde - Israël - Japon | - Australie - Nouvelle-Zélande |

### Résultats
| Rang | Équipe           | Pts | J | G | N | P | Bp | Bc | Diff |  | Drapeau d’Israël | Drapeau de l'Inde | Drapeau du Japon | Drapeau de l'Australie | Drapeau du Taipei chinois | Drapeau de la Nouvelle-Zélande |
| ---- | ---------------- | --- | - | - | - | - | -- | -- | ---- |  | ---------------- | ----------------- | ---------------- | ---------------------- | ------------------------- | ------------------------------ |
| 1    | Israël           | 13  | 5 | 4 | 1 | 0 | 51 | 14 | +37  |  | —                | 8–2               | 6–1              | —                      | —                         | 16–3                           |
| 2    | Inde             | 10  | 5 | 3 | 1 | 1 | 30 | 22 | +8   |  | —                | —                 | 8–3              | 6–6                    | 5–2                       | —                              |
| 3    | Japon            | 9   | 5 | 3 | 0 | 2 | 18 | 19 | −1   |  | —                | —                 | —                | 4–2                    | 5–2                       | 5–1                            |
| 4    | Australie        | 8   | 5 | 2 | 2 | 1 | 24 | 17 | +7   |  | 5–5              | —                 | —                | —                      | 6–0                       | —                              |
| 5    | Taïpei chinois   | 3   | 5 | 1 | 0 | 4 | 13 | 37 | −24  |  | 3–16             | —                 | —                | —                      | —                         | 6–5                            |
| 6    | Nouvelle-Zélande | 0   | 5 | 0 | 0 | 5 | 14 | 41 | −27  |  | —                | 3–9               | —                | 2–5                    | —                         | —                              |

## Classement final
| Rang | Équipe           |
| ---- | ---------------- |
| 1er  | Espagne          |
| 2e   | Portugal         |
| 3e   | Argentine        |
| 4e   | Italie           |
| 5e   | Angola           |
| 6e   | Colombie         |
| 7e   | Chili            |
| 8e   | Mozambique       |
| 9e   | France           |
| 10e  | Allemagne        |
| 11e  | Pays-Bas         |
| 12e  | Autriche         |
| 13e  | Afrique du Sud   |
| 14e  | Macao            |
| 15e  | États-Unis       |
| 16e  | Égypte           |
| 17e  | Israël           |
| 18e  | Inde             |
| 19e  | Japon            |
| 20e  | Australie        |
| 21e  | Taïpei chinois   |
| 22e  | Nouvelle-Zélande |